# Arrow (míssil)
Os Arrow ou Hetz (em hebraico: חץ, pronunciado [χets]) são uma família de mísseis antibalísticos projetados para atender uma exigência de Israel por um sistema de mísseis de defesa que seriam mais eficazes contra mísseis balísticos que os mísseis MIM-104 Patriot. Co-financiado e produzido por Israel e pelos Estados Unidos, o desenvolvimento do sistema teve início em 1986 e tem continuado desde então, criando algumas críticas. Empreendido pela Israel Aerospace Industries (IAI) e pela Boeing, é supervisionado pelo Ministério da Defesa Israelense e pela Agência de Defesa contra Mísseis (MDA) dos Estados Unidos.
O sistema Arrow consiste da produção conjunta do interceptador hipersônico antimísseis Arrow, o radar AESA de alerta antecipado Elta EL/M-2080 Green Pine, o centro C4ISTAR da Tadiran Telecom, e o centro de controle de lançamento da Israel Aerospace Industries. O sistema é transportável, e pode ser movido para outros locais preparados.
Na sequência da construção e testes do demonstrador de tecnologia do Arrow 1, a produção e a implementação teve início com a versão Arrow 2 do míssil. O Arrow é considerado um dos programas de defesa de mísseis mais avançados atualmente em existência.
É o primeiro sistema de defesa de mísseis operacional especificamente projetado e construído para interceptar e destruir mísseis balísticos. O Arrow 3 está previsto para um futuro próximo. A primeira bateria do Arrow foi declarada totalmente operacional em Outubro de 2000. Apesar de vários de seus componentes terem sido exportados, a Rede de Defesa Aérea de Israel, uma unidade dentro da Força Aérea Israelense, que faz parte das Forças de Defesa de Israel (IDF) é atualmente o único usuário do sistema Arrow completo.

## Antecedentes
O programa Arrow foi lançado levando em consideração a aquisição por parte dos estados Árabes, de mísseis superfície-superfície de longo alcance. Ele foi escolhido em detrimento do sistema de defesa AB-10 da Rafael Advanced Defense Systems, uma vez que o Arrow foi considerado um conceito mais completo e com maior alcance. O sistema AB-10 foi criticado como sendo meramente um MIM-23 Hawk modernizado, ao invés de um sistema concebido desde o início para a interceptação de mísseis.

## História operacional
Em 31 de outubro de 2023, o míssil Arrow interceptou um míssil balístico de longo alcance lançado contra Israel pelos Houthis no Iêmen. Isto marca seu primeiro uso operacional durante uma guerra e sua primeira interceptação de um míssil balístico terra-terra.